# Radosław Kasabow
Radosław Petrow Kasabow (bułg. Радослав Петров Касабов; ur. 30 stycznia 1938 w Ruse) – bułgarski zapaśnik walczący w stylu klasycznym. Dwukrotny olimpijczyk. Zajął szóste miejsce w Rzymie 1960 i odpadł w eliminacjach turnieju w Tokio 1964. Startował w kategorii plus 87 – 97 kg.
Czwarty na mistrzostwach świata w 1965; piąty w 1962 i 1966 roku.